# 馬賽飛
馬賽飛，《說唐》人物，孟海公之妻。
持兩把“繡鸞刀”，24把“神刀”，坐騎名為“桃花馬”。跟隨丈夫孟海公一起在曹州發動起義。
唐軍攻打洛陽，孟海公受王世充之邀帶軍前往助陣。黑、白二夫人被擒投唐，並嫁給了尉遲恭，馬賽飛見丈夫孟海公在人面前臉面不好看，便討令出戰。首戰生擒程咬金，次日再戰羅成被擒。兩軍換將時，“神刀”被先換回唐營的程咬金用狗血弄壞。返回營內後，便告別丈夫上“杏花山”重煉神刀。經七日煉就正要下山，遇見謝弘道長，被其以利害勸退。即拜了謝弘為師，跟隨其修仙學道而去。